# Assensfilmen
Assensfilmen er en dokumentarfilm med ukendt instruktør.

## Handling
En film om næringslivet og hverdagen i Assens by. Assens er et knudepunkt for bustrafikken på Vestfyn. Travlhed i havnen. Gustav Vejles bogtrykkeri, M.P. Sørensens borgmesterkontor og et byrådsmøde. Plums kolonialhandel og trælast, sømandshjemmet og et bageri/konditori. En statue af Klaus Berntsen afsløres på Østergade. Vi besøger Assens Automobilhandel, Arbejdernes Fællesbageri og ser brandvæsenet i aktion. Assens Kirke, et gæstgiveri, trommeslager Johansen i Provstistræde og Arne Christiansens herreekvipering. Banken er en driftig arbejdsplads. En tur med Assens-Aarøsund færgen. Undervisning på Assens Kommuneskole og et indblik i produktionsprocessen hos Berg og Jensens Sølvvarefabrik. Assens borgerlige politikorps marcherer gennem byen. Elektricitetsværket forsyner byen. Fodboldkamp på stadion. Assens' zoologiske have. Kaffeservering i det grønne og aftenliv i pavillonen.